# Gaertnera microphylla
Gaertnera microphylla är en måreväxtart som beskrevs av René Paul Raymond Capuron, Simon T. Malcomber och Aaron Paul Davis. Gaertnera microphylla ingår i släktet Gaertnera och familjen måreväxter. Inga underarter finns listade i Catalogue of Life.